# Gang bang

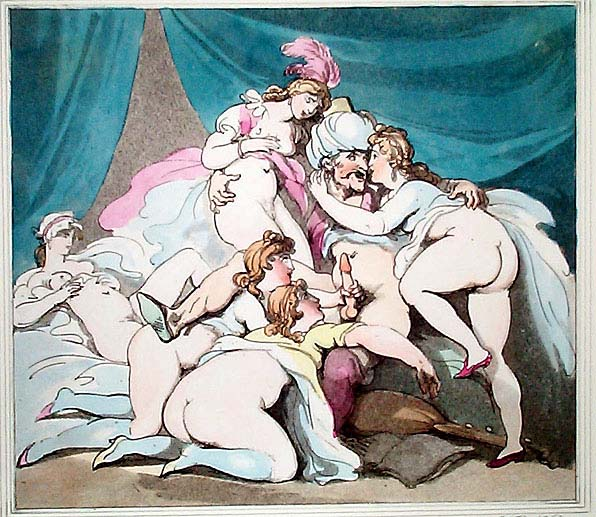
Escena de una harén. Ilustración de Thomas Rowlandson (1756-1827).

Gang bang es la actividad sexual un tipo particular de sexo grupal, en la que una persona es el foco central de la actividad sexual de varias personas, usualmente tres o más, del sexo opuesto o del mismo sexo, bien sea por turnos o al mismo tiempo; esto puede llegar a incluir un número indefinido de participantes. El término generalmente se refiere a una mujer siendo el foco; cuando un hombre es el que es el foco de las actividades sexuales con varias mujeres, se han usado los términos reverse gangbang (gangbang reverso),boybang o harén moderno. Entre homosexuales, esta práctica suele desarrollarse entre un hombre que hace de pasivo y tres o más hombres activos que lo penetran a la vez o por turnos. 
El término ha llegado a asociarse con la industria pornográfica, y por lo general describe un evento escenificado en el que una mujer tiene sexo con varios hombres en sucesión directa. El bukkake es un tipo de gang bang que se originó en Japón y que enfatiza que participantes varones eyaculen sobre la persona central.
El término se usa también como un género dentro de la industria pornográfica. 

## Etimología
El término gang bang, gangbang o gang-bang es un anglicismo que empezó a ser usado para referirse a esta práctica en los Estados Unidos alrededor de la década de 1950. Un término similar, gang shag, se usaba antes, a partir de la década de 1920. El término está compuesto de las palabras gang (pandilla) y bang (que literalmente significa golpear, pero se usa en sentido vulgar para referirse a tener sexo), y empezó a usarse para referirse al sexo grupal, especialmente aquel en que hay varios hombres sobre una sola mujer, independientemente de que ésta haya dado o no su consentimiento.

## Práctica
Los gang bangs más grandes son patrocinados por empresas de cine pornográfico, y grabados, pero no son inusuales en la comunidad swinger. Se considera más a menudo que incluyen varios hombres y una mujer, aunque también existe el llamado «reverse gang bang» (un hombre y muchas mujeres), que se puede ver más comúnmente en la pornografía. También se dan gang bangs entre hombres.
Los gang bangs no se definen por el número exacto de participantes, pero suelen involucrar a más de tres personas y el número puede llegar a una docena o más. Cuando el gang bang se organiza específicamente para culminar con eyaculaciones en serie (casi) simultáneas o rápidas de todos los participantes masculinos sobre el hombre o la mujer central, puede denominarse por la palabra japonesa bukkake.
En contraste, cuando tres personas practican sexo se conoce normalmente como trío, y cuatro personas como cuarteto (en inglés, foursome). Los gang bangs también difieren de otros tipos de sexo grupal, como los tríos y los cuartetos, en que la mayoría de los actos sexuales (si no todos) durante un gang bang se enfocan en la persona central o se realizan con ella. Aunque los participantes de un gang bang pueden conocerse, la espontaneidad y el anonimato de los participantes suele ser parte del atractivo. Además, los demás participantes normalmente no realizan actos sexuales entre ellos, sino que pueden quedarse cerca y masturbarse mientras esperan una oportunidad para realizar la actividad sexual.